# Episema capreae
Episema capreae är en fjärilsart som beskrevs av Jacob Hübner 1827. Episema capreae ingår i släktet Episema och familjen nattflyn. Inga underarter finns listade i Catalogue of Life.